# Slaughter to Prevail
Gli Slaughter to Prevail sono una band deathcore russa. Il gruppo ha debuttato con un EP intitolato Chapters of Misery nel 2015, seguito due anni dopo da un album in studio, Misery Sermon. La band è attualmente sotto contratto con la Sumerian Records e ha fatto tournée negli Stati Uniti, in Europa e in alcuni paesi asiatici, in particolare Giappone, Corea del Sud, Cina e Thailandia.

## Storia
Prima di formare gli Slaughter to Prevail, il chitarrista britannico Jack Simmons faceva parte del gruppo deathcore londinese Acrania, mentre il cantante Alexandr Shikolai, in arte Alex Terrible, aveva guadagnato notorietà online per le sue cover di canzoni su YouTube, facendosi conoscere per il suo growl cupo e profondo. Terrible era originariamente membro del gruppo deathcore russo We Are Obscurity; tuttavia, il gruppo si sciolse dopo non essere riuscito a trovare un'etichetta discografica. Simmons reclutò Terrible insieme al batterista russo Anton Poddyachy per formare quelli che sarebbero diventati gli Slaughter to Prevail. Nel 2015 il gruppo pubblicò un EP intitolato Chapters of Misery: i video ufficiali per le canzoni Hell (Ад) e Misery (Страдание) hanno raggiunto milioni di visualizzazioni su YouTube. Grazie al loro successo firmarono con la Sumerian Records, un'etichetta discografica americana, nel 2016 e ripubblicarono Chapters of Misery con una nuova canzone (con relativo video musicale), As the Vultures Circle. Nel maggio 2016, è stato annunciato che gli Slaughter to Prevail avrebbero suonato insieme a band death metal di successo mondiale, come i Nile e i Suffocation, come band di supporto dei Cannibal Corpse per il Summer Slaughter 2016.
Gli Slaughter to Prevail pubblicarono il loro primo album in studio, Misery Sermon, nel 2017. Il cantante Terrible affermò che l'album era ispirato dall'odio e dalla miseria visti nella vita di tutti i giorni, soprattutto a causa del fatto che non di rado eventi metal in Russia vengono cancellati per motivi religiosi.
Gli Slaughter to Prevail furono nuovamente invitati ad esibirsi al Summer Slaughter 2017 come band di supporto dei The Black Dahlia Murder e dei Dying Fetus, ma alla fine non furono in grado di partecipare al tour a causa di problemi di visto. La band fu anche invitata a unirsi ai Suicide Silence nel loro tour per il decimo anniversario del loro album The Cleansing. Si sarebbero esibiti in America e Canada a novembre e dicembre 2017: Tuttavia, la band riscontrò nuovamente problemi di visto a causa del blocco dei visti americani per i russi.
Nel 2018 furono invece i Whitechapel a invitare gli Slaughter a Prevail a unirsi al loro tour Ten Years of Exile, insieme ai Chelsea Grin e agli Oceano.
Nell'aprile del 2020 la band pubblicò il singolo Demolisher, che portò il gruppo alla ribalta al di fuori della scena deathcore grazie a numerosi video reaction uploadate su vari social che lodarono i growl molto bassi di Terrible, e a marzo del 2021 rilasciò un nuovo brano, Baba Yaga, dedicato all'omonimo mostro del folklore slavo: alla pubblicazione del brano seguì l'annuncio del loro nuovo album, Kostolom, pubblicato infine il 13 agosto 2021.
Nell'agosto del 2022 la band rilasciò il singolo 1984, una canzone di protesta nei confronti del governo di Vladimir Putin e dell'invasione russa dell'Ucraina; proprio un paio di giorni dopo l'invasione, Alex Terrible pubblicò un post su Facebook a nome della band condannando l'accaduto. A causa di tale dissenso, la band decise di trasferirsi negli Stati Uniti, più precisamente a Orlando, per continuare le loro attività senza disturbi da parte del governo russo.

## Stile e immagine
Gli Slaughter to Prevail suonano canzoni dal tono cupo e brutale dai temi gotici e oscuri; particolare attenzione è dedicata dal gruppo alla profonda voce gutturale del cantante Shikolai. Shikolai ha detto che la band è stata influenzata da altre importanti band deathcore e metalcore come i Suicide Silence, i Bring Me the Horizon e i Carnifex: in Kostolom sono state introdotte influenze nu metal che richiamano gli Slipknot. La band si esibisce spesso anche con maschere mostruose che coprono completamente il volto, disegnate da Shikolai stesso ; i membri si fanno spesso riprendere in situazioni esagerate, spesso giudicate tamarre, ma che, non di rado, nascondono un intento chiaramente autoironico. Il gruppo compone canzoni sia in russo che in inglese.

## Formazione
Attuale
- Aleksandr "Alex Terrible" Šikolaj – voce (2014-presente)
- Jack Simmons – chitarra (2014-presente)
- Dmitryìij Mamedov – chitarra ritmica (2015; 2021-presente)
- Michail "Mike" Petrov – basso (2016-presente)
- Evgenij Novikov – batteria (2018-presente)

Ex componenti
- Anton Poddjačij – batteria (2014–2018)
- Maksim Zadorin – chitarra
- Slava Antonenko – chitarra (2014–2016)
- Filipp Kučerjavych – basso (2014–2016)
- Sam Baker – chitarra (2015)
- Justin Czubas – chitarra (2018)
- Jared Delgado – chitarra (2017–2018)
- Robert Brown – chitarra (2018–2020)

## Discografia

### Album in studio
- 2017 – Misery Sermon
- 2021 – Kostolom
- 2025 – Grizzly

### EP
- 2015 – Chapters of Misery

### Singoli
- 2014 – Crowned & Conquered
- 2016 – As the Vultures Circle
- 2017 – King
- 2017 – Chronic Slaughter
- 2019 – Agony
- 2020 – Demolisher
- 2021 – Baba Yaga
- 2022 – 1984
- 2023 – Viking
- 2024 – Conflict
- 2024 – Kid of Darkness
- 2024 – Behelit
- 2025 – Russian Grizzly in America
- 2025 – Song 3 (feat. Babymetal)